# كأس النرويج 1958
كأس النرويج 1958 (بالنرويجية: Norgesmesterskapet i fotball for menn 1958)‏ هو الموسم 53 من كأس النرويج. أشرف على تنظيمه اتحاد النرويج لكرة القدم، وفاز فيه نادي شايد.